# Pawszoziero
Pawszoziero (ros. Павшозеро) – osiedle w Rosji, w obwodzie wołogodzkim, w rejonie wytiegorskim. W 2021 liczyło 172 mieszkańców.